# جورج جوردن (جندي)
جورج جوردن (بالإنجليزية: George Jordan)‏ هو جندي أمريكي، ولد في 1847 في مقاطعة ويليامسون في الولايات المتحدة، وتوفي في 24 أكتوبر 1904.